# Campeonato Africano de Atletismo de 2024 - Lançamento de disco masculino
A prova do lançamento de disco masculino do Campeonato Africano de Atletismo de 2024 foi disputada no dia 23 de junho, no Estádio de Japoma, em Duala, nos Camarões.

## Recordes
Antes desta competição, os recordes mundiais e do campeonato nesta prova eram os seguintes:
|                       | Nome           | Nacionalidade | Distância | Local             | Data                |
| --------------------- | -------------- | ------------- | --------- | ----------------- | ------------------- |
| Recorde mundial       | Mykolas Alekna | Lituânia      | 74m 35cm  | Ramona            | 14 de abril de 2024 |
| Recorde do campeonato | Frantz Kruger  | África do Sul | 63m 85cm  | Brazzaville       | 14 de julho de 2004 |
| Recorde africano      | Frantz Kruger  | África do Sul | 70m 32cm  | Salon-de-Provence | 26 de maio de 2002  |

Os seguintes recordes foram estabelecidos durante esta competição:
| Data        | Evento | Atleta             | Nacionalidade | Distância | Notas                 |
| ----------- | ------ | ------------------ | ------------- | --------- | --------------------- |
| 23 de junho | Final  | Oussama Khennoussi | Argélia       | 63m 90 cm | Recorde do campeonato |

## Medalhistas
| Ouro                     | Prata              | Bronze              |
| Oussama Khennoussi (ALG) | Victor Hogan (RSA) | Ryan Williams (NAM) |

## Cronograma
Todos os horários são locais (UTC+1).
| Data        | Hora  | Evento |
| ----------- | ----- | ------ |
| 23 de junho | 16:45 | Final  |

## Resultado final
A final ocorreu dia 23 de junho às 16:45.
| Posição           | Atleta             | Nacionalidade   | #1    | #2    | #3    | #4    | #5    | #6    | Resultado | Notas |
| ----------------- | ------------------ | --------------- | ----- | ----- | ----- | ----- | ----- | ----- | --------- | ----- |
| Medalha de ouro   | Oussama Khennoussi | Argélia         | 59.88 | 60.05 | x     | 62.34 | 59.30 | 63.90 | 63.90     | ,     |
| Medalha de prata  | Victor Hogan       | África do Sul   | 59.93 | 61.71 | 59.15 | x     | 60.81 | 63.87 | 63.87     |       |
| Medalha de bronze | Ryan Williams      | Namíbia         | 56.78 | 55.13 | 56.10 | x     | x     | 53.75 | 56.78     |       |
| 4                 | Fahige Kambou Sie  | Burquina Fasso  | 53.60 | 53.18 | x     | 54.07 | 52.95 | x     | 54.07     |       |
| 5                 | Christopher Sophie | Ilhas Maurícias | 52.93 | 51.86 | 52.05 | 53.68 | 52.50 | 51.36 | 53.68     |       |
| 6                 | El Bachir Mbarki   | Marrocos        | 52.65 | 53.47 | x     | 50.80 | 50.40 | 52.71 | 53.47     |       |
| 7                 | Rexford Bugase     | Gana            | 50.72 | x     | 49.04 | 46.40 | x     | 48.35 | 50.72     |       |
| 8                 | Lucien Wangba      | Camarões        | x     | 48.67 | x     |       |       |       | 48.67     |       |
| 9                 | Tewodros Bogale    | Etiópia         | 30.45 | 42.72 | x     |       |       |       | 42.72     |       |
| 10                | Mekuria Haile      | Etiópia         | 39.14 | 41.08 | 39.50 |       |       |       | 41.08     |       |
| 99                | Israel Adeshina    | Nigéria         |       |       |       |       |       |       | DNS       |       |

Legenda
| Recorde mundial       | Recorde mundial (World record)               |                       | Recorde africano                      | Recorde africano (African) |                                           | Q | Classificado por posição (Qualified) |
| Recorde do campeonato | Recorde do campeonato (Championship record)  | Recorde da América    | Recorde da América (Americas)         | q                          | Classificado por melhor tempo (Qualified) |   |                                      |
| Melhor marca do ano   | Melhor marca do ano (World leading)          | Recorde asiático      | Recorde asiático (Asian)              | DNS                        | Não largou (Did not start)                |   |                                      |
| Recorde nacional      | Recorde nacional (National record)           | Recorde europeu       | Recorde europeu (European)            | DNF                        | Não terminou (Did not finish)             |   |                                      |
| Recorde pessoal       | Recorde pessoal do atleta (Personal best)    | Recorde da Oceania    | Recorde da Oceania (Oceania)          | DSQ / DQ                   | Desclassificado (Disqualified)            |   |                                      |
| Recorde da temporada  | Recorde da temporada do atleta (Season best) | Recorde sul-americano | Recorde sul-americano (South America) | NM                         | Sem marca (No mark)                       |   |                                      |